# 井上馨
井上 馨（1836年1月16日—1915年9月1日）是日本幕末以及明治時代的政治人物。幼名勇吉、从藩主拜受的名字是「闻多」，諱惟精（ Korekiyo）。
太政官制時期歷任外務卿、參議等職務，在黑田內閣擔任農商務大臣，大隈内阁先后任外务大臣、农商务大臣；第2次伊藤内阁时任内務大臣，第3次伊藤內閣擔任大藏大臣。从一位大勋位侯爵、元老。

## 生平

### 長州藩士時代
1862年8月，在江戶遊學中的文久2年（1862年）8月，根據藩的命令，從橫濱的賈丁·馬塞森商會購買了西洋船壬戌丸，但後來與逐漸興起的尊王攘夷運動產生了共鳴。同年11月，雖然因攘夷計劃泄漏而受定廣的命令禁閉了幾天，但作爲御盾組的一員，高杉晉作、久阪玄瑞、伊藤博文等人一起參加了12月的英國公使館的焚燬等，對於衝動下的民族主義之舉，實踐了過激的行動。
次年文久3年（1863年），通過執政、周佈政之助向藩請願洋行，與伊藤、山尾庸三、井上勝、遠藤謹助一起作爲長州五傑之一偷渡到英國，在倫敦大學環球學院倫敦學習。在英留學期間看到國力的差異後，反而敬佩起敵手英國，於是轉向了開國論，在次元治元年（1864年）的下關戰爭中與伊藤博文一起緊急回國，致力於和平協商，以阻止盲目排外，但在愛國主義高漲下失敗，不過四國聯軍的入侵，也讓多數日本志士認識到西方科技的威力。
歸國後，遇到幕府第一次長州征討，在久坂玄瑞、吉田稔麿、桂小五郎等長州志士領袖或死或逃的失利局面下，於元治元年九月二十五日山口藩廳作為「第二等人才」代表「正義黨」參與最後一場御前會議，討論對幕府採取恭順還是武裝恭順，舌辯群臣，最終使得藩廳採取了武裝恭順態度。

當夜，在老家湯田贊井町袖解橋頭為刺客所擊，背部、後腦、下腹、胸口多處受刀重傷，刺客以為井上聞多已死離開後，卻仍留有一口氣，被附近農夫用網籃抬往家中。正在他的弟弟不忍其苦將要實施介錯之時，他從醫的朋友美濃浪士所鬱太郎碰巧拜訪井上家，在他周身縫了五十針，竟然暫保不死。此後一段時間，井上渾身綁著繃帶，唯有一口露出，經人餵食。（司馬遼太郎 《幕末》第九章《不死之身》）

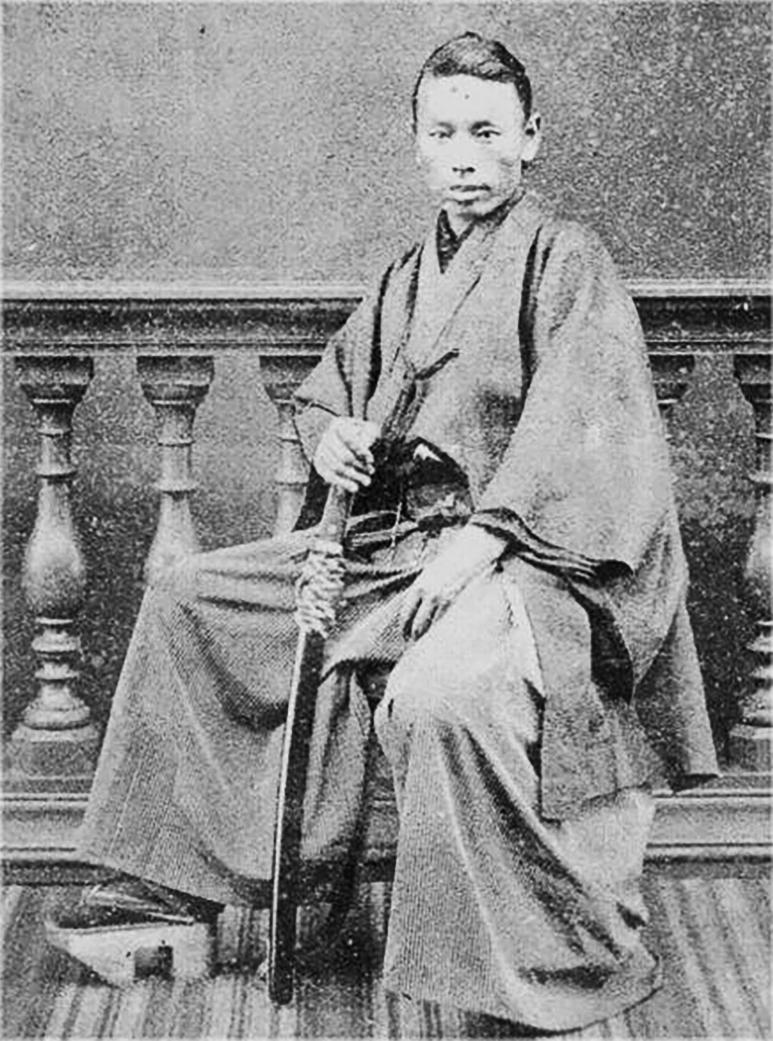
長州藩士時代的井上馨

### 明治维新后
明治維新後，在木戶孝允的帶領下進入大藏省，與伊藤博文一起行動，主要致力於財政。
明治4年（1871年）7月參加了廢藩置縣的祕密會議，同月晉升爲副大臣相當職的大藏大輔，大藏卿大久保利通與木戶、伊藤等一起參加了岩倉使節團，在外遊期間負責留守政府。
进入官界后，着力治理财政。1873年、被司法卿江藤新平以尾去泽铜山的贪污事件为由被追究，辞职。之后一度进入实业界，开创纺织业・铁道事业等。后复归政界，历任外务卿、外务大臣、农商务大臣、内务大臣、大藏大臣。
明治40年成为侯爵，和日本邮船、三井财阀、藤田组有密切联系，在财界也有强有力的发言权。最后成为三井财阀的最高顾问，被譏为“三井的掌櫃”。

### 致力於外交和條約修改
退出政界後，曾一度以三井組爲背景設立先收公司（三井物產的前身）等，在實業界，但在伊藤的強烈要求下重返政壇，在說服辭職的木戶和板垣退助的過程中，圍繞被伊藤說服的大久保之間，促成了雙方的會見，促成了明治8年（1875年）的大阪會議。作爲同年發生的江華島事件的處理，次年明治9年（1876年）與正使黑田清隆一起作爲副使渡海、與朝鮮進行協商時，於2月簽訂了《北日修好條例》。6月，以學習歐美經濟爲目的，與妻子武子、養女小兒子、日下義雄等人一起前往美國，到英國、德國、法國等地旅遊。雖然與中上川彥次郎、青木周藏等結下了不解之緣，但在旅行途中，伊藤得知因木戶的死亡、西南戰爭的爆發、大久保的暗殺等原因，日本政局變得不穩定，於明治11年（1878年）6月離開英國，7月回國。
大久保暗殺後，伊藤博文成爲政權首腦後，同月被伊藤博文任命爲參議兼工部卿，次年12年（1879年）被調任爲外務卿。
明治14年（1881年）大隈重信和伊藤博文圍繞國家構想發生矛盾時，與伊藤博文合作，將大隈重信驅逐出政界（明治14年政變）。此後，爲了應對與朝鮮的外交，次年明治15年（1882年）壬午事變爆發後，與朝鮮簽訂濟物浦條約，迴避戰爭，並從條約修改角度推進歐化政策，致力於鹿鳴館和帝國酒店的建設。同年，針對海運業壟斷的三菱財閥系列郵輪三菱公司，三井等企業聯合成立了共同運輸公司，但後來雙方和睦合併，誕生了日本郵輪。
明治16年（1883年）建立鹿鳴館，與各國進行不平等條約修改協商，明治17年（1884年）根據華族令被授予伯爵稱號。同年創立了防長教育會和防長新聞，還致力於通過三井物產諮詢員羅伯特•W•歐文移民夏威夷官約（與明治14年訪問日本的國王卡拉考爾約定）。同年12月，朝鮮宗主國清朝介入甲申事變後渡海。明治18年（1885年）1月與朝鮮簽訂漢城條約，擺脫了危機（4月伊藤博文與清朝簽訂天津條約）。
明治18年（1885年），伊藤就任內閣總理大臣，誕生了第1次伊藤內閣，井上作爲代替外務卿的職位，就任第5代外務大臣（外務大臣的代數從外務卿開始計算，因此不是第一代外務大臣）。繼續致力於修改條約。
1894年10月，接替大鳥圭介成為駐朝鮮公使，推動了朝鮮的現代化運動。

## 功绩和人品

### 霸佔礦山
江戶末期，陷入財政危機的南部藩從御用商人鑰匙屋村井茂兵衛那裏借了很多錢，但是根據當時的身份制度，其證件在形式上是從藩借給作爲商人的村井的。藩所有的尾去澤礦山是用從村井借來的錢來運營的，但文件上卻是村井從藩借來的礦山來運營的。1869年（明治元年）開採權從南部藩轉移到了村井，井上擔任着處理諸藩外債償還的大藏大輔職務，1871年（明治4年）以該證書爲基礎要求償還，大藏省因無法償還而扣押了尾去澤礦山，村井最終破產。井上還拍賣了尾去澤礦山，讓同鄉岡田平藏無利息地購買，然後掛出"從四位井上馨所有"的高牌，謀求私物化。
村井向司法部檢舉，司法卿佐賀藩的江藤新平對此進行了追究，要求逮捕井上，但因長州派的抵抗未能如願，只是井上辭去大藏大輔之職。江藤下野後，在佐賀之亂中被判斬首，因此真相未能查明而告終，被稱爲尾去澤銅山事件。
離開政界的井上於1873年（明治6年）秋天與獲得礦山的岡田一起成立了東京礦山公司，第二年1月與益田孝等人一起成立了在礦山經營、大米買賣、軍需品進口的貿易公司"岡田組"，岡田猝死（在銀座磚街發現屍體）後分離礦山事業，同年3月與益田等人成立公司，發展爲三井物產。

## 逸事
很多人誤會井上馨是吉田松陰開設的松下村塾學習，其實他沒有在松下村塾讀書而是在長州藩校明倫館學習。不過井上馨受到松下村塾的學生高杉晉作影響，令其政見與吉田松陰相近，所以很多人才誤會井上馨是吉田松陰弟子。

## 外部連結
- 国立国会図書館 憲政資料室 井上馨関係文書
- 井上馨 | 近代日本人の肖像（页面存档备份，存于）
- 井上馨
- 井上公園（井上馨の生家跡に作られた公園）

| 大日本帝國                            |                                                           |                                       |
| 官衔                                  |                                                           |                                       |
| 大藏省                                |                                                           |                                       |
| 前任： 松方正義                       | 大藏大臣 1898年1月12日－1898年6月30日                     | 繼任： 松田正久                       |
| 前任： 無 （上一相同頭銜： 大隈重信） | 大藏大輔 1871年7月28日－1873年5月14日                     | 繼任： 無 （下一相同頭銜： 松方正義） |
| 前任： 無 （上一相同頭銜： 吉井友實） | 大藏少輔 1870年11月12日－1871年6月25日 與伊藤博文共同在任 | 繼任： 無 （下一相同頭銜： 津田出）   |
| 內務省                                |                                                           |                                       |
| 前任： 河野敏鎌                       | 内務大臣 1892年8月8日－1894年10月15日                     | 繼任： 野村靖                         |
| 農商務省                              |                                                           |                                       |
| 前任： 榎本武揚                       | 農商務大臣 1888年7月25日－1889年12月23日                  | 繼任： 無 （下一相同頭銜： 岩村通俊） |
| 外務省                                |                                                           |                                       |
| 前任： 職位創建                       | 外務大臣 1885年12月22日－1887年9月17日                    | 繼任： 伊藤博文                       |
| 前任： 寺島宗則                       | 外務卿 1879年9月10日－1885年12月22日                      | 繼任： 職位廢止                       |
| 參議                                  |                                                           |                                       |
| 1878年7月29日－1885年12月22日         |                                                           |                                       |
| 議會席位                              |                                                           |                                       |
| 統治者頭銜                            |                                                           |                                       |
| 井上（馨）侯爵家                      |                                                           |                                       |
| 前任： 陞爵                           | 1907年9月21日－1915年9月1日                               | 繼任： 井上勝之助                     |
| 井上（馨）伯爵家                      |                                                           |                                       |
| 前任： 敘爵                           | 1884年7月7日－1907年9月21日                               | 繼任： 陞爵                           |

1. ↑  Bruce Cumings <朝鮮半島現代史> P150起